# 石空寺石窟 (中宁县)
石空寺石窟，位于宁夏回族自治区中卫市中宁县，是中华人民共和国宁夏回族自治区文物保护单位之一。
1963年，授予宁夏回族自治区文物保护单位，是一座石窟寺。